# Fiona Scott Morton
Fiona M. Scott Morton, née le 20 février 1967 à Lexington, est une économiste américaine professeure à la Yale School of Management depuis 2014. Ses recherches en organisation industrielle portent sur des secteurs tels que les magazines, le transport maritime, les produits pharmaceutiques et le commerce en ligne.
De 2011 à 2012, elle a été sous-procureure générale adjointe pour l'économie à la division antitrust du département de la Justice des États-Unis. Dans son travail universitaire, elle a plaidé en faveur du rôle du gouvernement américain pour assurer une saine concurrence sur les marchés de la santé et du numérique. Fiona Scott Morton est consultante pour la pratique de la concurrence au sein de CRA International (en), un cabinet de conseil en économie parallèlement à son travail de professeure.
En juillet 2023, elle est nommée économiste en chef de la direction générale de la concurrence de la Commission européenne, avec effet au 1er septembre 2023. Cependant, certains fonctionnaires de la Commission européenne ainsi que les ministres français Catherine Colonna et Jean-Noël Barrot demandent que la commission reconsidère cette nomination. Elle renonce à ce poste le 19 juillet 2023.

## Jeunesse et éducation
Fiona Scott Morton est née et a grandi à Lexington, Massachusetts, où elle a fréquenté le système scolaire public. Elle est diplômée de Yale College en 1989 avec un Bachelor of Arts magna cum laude en économie (passant un an à l'étranger au Clare College, Cambridge), puis a obtenu un doctorat en économie au MIT en 1994.

## Carrière

### Début de carrière
Le premier emploi universitaire de Scott Morton a été à la Stanford Graduate School of Business, où elle a travaillé pendant trois ans avant de déménager à la Chicago Booth School of Business. En 1999, elle est devenue professeure associée à la Yale School of Management, où elle enseigne depuis. Elle a été promue professeure titulaire en 2014, a occupé le poste de doyenne associée et a remporté à trois reprises le prix d'enseignement électif de l'Association des anciens élèves de Yale.

### Département de la Justice
En mai 2011, Fiona Scott Morton prend un congé de service public de Yale pour devenir sous-procureur général adjointe chargée de l'analyse économique pour la division antitrust du département de la Justice des États-Unis. À ce poste, elle a supervisé une équipe de près de cinquante économistes pour enquêter sur les fusions, analyser les cas de monopolisation et mener des travaux sur la politique de la concurrence.
À cette époque, la division antitrust a bloqué la fusion entre H&R Block (en) et TaxAct (en) ainsi qu'entre AT&T et T-Mobile. La fusion entre Anheuser-Busch InBev et grupo Modelo, qui a abouti à la cession des opérations américaines de grupo Modelo, et l'affaire Apple-eBooks ont commencé alors que Scott Morton était économiste en chef.

## Recherche de premier plan
L'article de Fiona Scott Morton en 2014, « Strategic Patent Acquisitions », coécrit avec Carl Shapiro, explique que lorsque les organismes de normalisation autorisent l'exercice d'un pouvoir de marché par les brevets nécessaires à la norme, il s'agit en fait d'un cartel anticoncurrentiel susceptible d'être sanctionné par des mesures antitrust.
En 2017, dans « A Unifying Analytical Framework for Loyalty Rebates », Scott Morton et Zachary Abrahamson expliquent que les remises de fidélité peuvent potentiellement aller à l'encontre des lois antitrust. Les auteurs y développent une métrique appelée « fardeau effectif des entrants » pour mesurer le degré auquel une entreprise exploite ses actifs non contestables dans l'exclusion anticoncurrentielle.

## Prises de position

### Désaccord avec l'école de Chicago
Les vues de Fiona Scott Morton s'écartent des hypothèses posées par l'« école de Chicago » de l'antitrust.
L'école de Chicago accorde une grande importance à la capacité des entrants à renverser un opérateur historique établi, quels que soient les obstacles à l'entrée, les économies d'échelle, les effets de réseau, etc. De même, la régulation est rarement nécessaire dans les fusions parce qu'elles sont supposées générer de grands gains d'efficacité. En revanche, Scott Morton souligne que même des modèles de concurrence très simples illustrent l'incitation pour les monopoles à s'établir et à rester enracinés en l'absence de régulation. Pour que le capitalisme fonctionne et profite aux consommateurs réguliers, elle estime qu'il doit y avoir des règles.
Fiona Scott Morton a exprimé sa frustration face à la réflexion sur les sujets de concurrence qui a prévalu au cours de la période 1980-2010. Entrant dans un domaine où les représentants du gouvernement vantaient l'importance de la modération, elle a défendu une action audacieuse dans la poursuite de mesures anticoncurrentielles,.

### Lettre ouverte à la Commission judiciaire de la Chambre des représentants des États-Unis
Le 30 avril 2020, Fiona Scott Morton et 11 autres économistes rédigent une lettre ouverte au Commission judiciaire de la Chambre des représentants des États-Unis décrivant les développements juridiques qui limitent le succès des plaignants antitrust méritoires, à la fois dans les contestations de fusion et les conduites d'exclusion. La lettre appelle le Congrès à mettre en œuvre une réforme antitrust aux États-Unis.

## Polémiques

### Conflits d'intérêts non divulgués
Fiona Scott Morton a conseillé la Commission judiciaire de la Chambre des représentants des États-Unis dans son enquête de 2019 sur les géants de la technologie. En 2020, le magazine American Prospect révèle qu'elle avait contribué à des rapports critiquant Facebook et Google, sans révéler qu'Apple et Amazon étaient ses clients.
Dans un autre cas, Fiona Scott Morton a rédigé dans Op-ed un éditorial plaidant contre toute initiative visant à démanteler les GAFAM, sans divulguer son travail de conseil en cours pour Apple,.
Au moment des révélations sur les conflits d'intérêts non divulgués, Fiona Scott Morton était la directrice du projet Thurman Arnold à l'université Yale. À la suite des révélations sur les conflits d'intérêts non divulgués de Scott Morton, plusieurs membres du projet ont démissionné,. Elle est appelée à démissionner de son poste de directrice du projet, ce qu'elle n'a pas fait.

### Nomination puis renoncement au poste d'économiste en chef de la Commission européenne
Fin juin 2023, Fiona Scott Morton est pressentie pour être nommée au poste d'économiste en chef à la direction générale de la concurrence de la Commission européenne,. Elle est effectivement nommée le 11 juillet 2023, avec l'appui de Margrethe Vestager, ce qui suscite immédiatement des critiques du fait de sa nationalité américaine et ses liens avec les GAFAM, alors que diverses associations (par exemple Corporate Europe Observatory ou LobbyControl) soulevaient ce problème depuis le mois de mai,. 
La polémique est vive au sein du Parlement européen et en France où des élus de tous bords et les ministres français Catherine Colonna et Jean-Noël Barrot réagissent négativement au nom de la défense des intérêts européens,. Sa seule nationalité américaine (elle ne dispose pas de la nationalité d'un pays membre de l'Union européenne) est une première à un poste-clé de la Commission, et pose également la question du risque de conflit d’intérêts au moment où l'Union doit mettre en œuvre de nouvelles législations ambitieuses pour réguler le secteur du numérique, après l'adoption des récents règlements DMA (Digital Markets Act) et DSA (Digital Services Act). 
Cette demande de reconsidération exprimée par le gouvernement français, soutenue par le Medef et les quatre principaux groupes politiques du Parlement européen, est aussitôt rejetée par la Commission,. Cette dernière propose que Fiona Scott Morton puisse être écartée pendant deux ans des dossiers en lien avec les entreprises pour lesquelles elle a travaillé. Selon le journal Le Monde, cela laisse entendre qu’il existe bien un risque de conflit d’intérêts. 
À la suite du refus de la Commission, plusieurs membres du Sénat français demandent l'intervention d'Emmanuel Macron car ils jugent que la décision ne peut être revue qu'au niveau du Conseil européen. Emmanuel Macron critique publiquement le choix de la Commission le 18 juillet 2023, au moment où la commission des affaires économiques et monétaires auditionne Margrethe Vestager à ce sujet,. Plusieurs commissaires européens, dont Thierry Breton, Paolo Gentiloni, Josep Borrell, Nicolas Schmit et Elisa Ferreira, demandent à Ursula von der Leyen de réexaminer sa décision. 
Le 19 juillet 2023, Margrethe Vestager annonce sur Twitter avoir reçu un courrier de Fiona Scott Morton lui annonçant qu'elle renonce à occuper le poste d’économiste en chef de la direction de la concurrence en raison des nombreuses critiques dont elle fait l'objet,.